# Le Prince d'Égypte
Pour plus de détails, voir Fiche technique et Distribution.
Le Prince d'Égypte (The Prince of Egypt) est un long métrage d'animation réalisé par les studios DreamWorks, sorti en 1998. C'est le premier dessin animé en animation traditionnelle 2D réalisé par ces studios. Le film, directement inspiré du livre de l'Exode (Ancien Testament), raconte les aventures de Moïse.
L'histoire adapte une partie du Livre de l'Exode (l'Exode hors d'Égypte suivi d'un passage de l'épisode du Décalogue) et se centre autour de son personnage biblique principal, Moïse.

## Synopsis
En Égypte antique, le peuple hébreu, retenu en esclavage, prie Dieu pour sa délivrance.
Le pharaon Séthi Ier, pour endiguer son nombre et éviter la rébellion, décide d'ordonner la capture de tous les premiers-nés mâles hébreux du pays, afin de les donner en pâture aux crocodiles. Craignant pour la vie de son nouveau-né, Yokébed, avec ses deux autres enfants Myriam et Aaron, accourt en secret jusqu'aux rives du Nil puis le laisse, dans un panier d'osier, se faire emporter par le fleuve après lui avoir fait ses adieux.
Myriam, pour s'assurer de son sort, suit toutefois le panier depuis la rive jusqu'à ce qu'il termine sur les berges du palais du pharaon, et qu'elle voit son jeune frère être adopté par la reine Mouttouya, la femme de Séthi Ier, qui le nomme Moïse. Avant de partir, la fillette prie pour que son frère cadet revienne libérer son peuple.
Des années plus tard, Moïse et Ramsès II, son frère adoptif et héritier du trône, sont réprimandés par leur père après avoir accidentellement détruit un temple pendant une course de chars, mais Pharaon se montre plus indulgent vis-à-vis du premier. Sur la suggestion de Moïse, et afin de donner à Ramsès II l'opportunité de prouver son sens des responsabilités, Séthi nomme son fils prince régent et l'assigne à la surveillance des temples d'Égypte. Lors d'une réception vespale, les prêtres du palais, Hotep et Huy, offrent à Ramsès II Tsippora, une jeune femme madianite captive : ce dernier l'offre à Moïse et le nomme architecte royal en chef.
Cette même nuit, Moïse suit Tsippora lors de son escapade du palais et rencontre Myriam et Aaron, maintenant adultes, mais ne les reconnaît pas. Sa sœur aînée lui chante alors la berceuse de sa mère, ce qui réveille en lui des souvenirs : niant toutefois la vérité, il fuit. En rentrant chez lui, il s'endort et fait un cauchemar : il découvre la capture des nouveau-nés hébreux, son abandon par sa mère biologique Yokébed et le jet des bébés aux crocodiles, dont il en fait la chute. Réveillé en sursaut, il se met à la recherche de cette même sculpture murale et, choqué par sa découverte, se rend compte que Séthi a du sang d'enfants hébreux sur les mains. Ce dernier se justifie en expliquant que les Hébreux se seraient, tôt ou tard, retournés contre les Égyptiens une fois nombreux, que des sacrifices sont nécessaires « pour le bien de tous » et que les premiers « n'étaient que des esclaves », ce qui bouleverse le jeune homme. Le lendemain matin, sa mère adoptive le rejoint, au bord du lac où elle l'a trouvé, assume totalement l'avoir recueilli et le réconforte.
Plus tard sur un chantier, Moïse s'écarte de Ramsès II pour tenter d'arrêter un garde égyptien fouettant un vieil esclave hébreu : il pousse involontairement le garde dans le vide en intervenant, ce qui provoque la mort de ce dernier. Horrifié par la conséquence de son geste et couvert de honte, il part au pied levé s'exiler dans le désert après avoir fait ses adieux à Ramsès II, qui tente vainement de le retenir. Après avoir marché de longs jours sans eau ni nourriture, il est pris par une tempête de sable et s'y laisse mourir, jusqu'à ce qu'un chameau lui dévore les cheveux, ce qui le réveille et il se laisse guider par l'animal.
Atteignant finalement une oasis après une longue errance, Moïse protège trois petites filles de brigands et découvre que ce sont les jeunes sœurs de Tsippora : il est accueilli par leur père Jéthro, le grand prêtre de Madian.
Au fil du temps, il devient berger, tombe amoureux de Tsippora et l'épouse.
Un jour, alors qu'il était à la recherche d'un agneau égaré, il découvre un buisson ardent : Dieu s'adresse alors à travers celui-ci à Moïse, lui intimant de retourner en Égypte afin de libérer les Hébreux. Dieu donne au bâton de berger de Moïse des pouvoirs, et lui promet que ce dernier le guidera. Quand l'intéressé annonce sa tâche à son épouse, elle décide de l'accompagner.
Une fois revenu en Égypte, Moïse est joyeusement accueilli par Ramsès II, devenu à son tour Pharaon et qui a maintenant une femme et un fils. Ce dernier lui pardonne le meurtre d'un de ses gardes commis par le passé.
Moïse demande à son frère adoptif, au nom de Dieu, qu'il libère son peuple et change son bâton en serpent pour démontrer les pouvoirs qui lui ont été conférés. Hotep et Huy reproduisent le phénomène grâce à des tours de passe-passe, mais leurs serpents sont tous deux avalés par celui de Moïse.
Pour que ses actions ne provoquent la chute de l'empire, Ramsès II endurcit et double le travail des Hébreux.
Ces derniers, Aaron y compris, blâment Moïse pour cette punition arbitraire, ce qui lui brise le cœur. Néanmoins, Myriam, contrairement à eux, soutient son frère cadet et l'encourage à persévérer : Moïse provoque ensuite la première des dix plaies d'Égypte (transformation du Nil en sang pendant une semaine), mais Ramsès II reste indifférent. Malgré les huit plaies suivantes et la prévenance de son frère adoptif, Pharaon s'obstine et se jure de ne jamais libérer les Hébreux.
Moïse prépare alors son propre peuple à la dernière plaie en conseillant les siens de sacrifier un agneau et de marquer tous les linteaux de leur porte de son sang : la nuit qui suit, la dixième plaie s'abat en tuant tous les premiers-nés d'Égypte — dont le fils de Ramsès II — et épargnant ceux des Hébreux, qui ont suivi ses instructions. Endeuillé, le roi d'Égypte s'avoue vaincu en donnant la permission de partir au peuple de Moïse : en quittant le palais et se rendant compte de la peine qu'il a infligée à son frère adoptif, ainsi qu'à l'Égypte, Moïse s'effondre en larmes.
Le matin suivant, les Hébreux menés par Moïse, son épouse et sa fratrie, quittent l'Égypte.
Toutefois, en arrivant aux abords de la Mer Rouge, ils découvrent que Ramsès II, venu venger la mort de son fils, les a finalement poursuivis avec son armée pour les tuer : une barrière de feu bloque alors le chemin des Égyptiens pendant que Moïse, à l'aide de son bâton, ouvre une issue aux Hébreux en séparant en deux la mer, qu'ils traversent par cette voie, suivis tardivement par l'armée égyptienne. La mer se referme sur cette dernière et l'engloutit, tout comme le royaume d'Égypte, et n'épargne que la vie de Ramsès II.
Depuis l'autre côté de la mer, ce dernier, qui a tout perdu, crie deux fois le nom de son frère adoptif, empli de colère et de désespoir. Moïse lui fait ses adieux et mène les Hébreux (après une ellipse) jusqu'au mont Sinaï, où il a reçu les Dix Commandements qu'il apporte aux siens au pied de la montagne.

## Fiche technique
- Titre original : The Prince of Egypt
- Titre français : Le Prince d’Égypte
- Réalisation : Brenda Chapman, Steve Hickner et Simon Wells
- Scénario : Philip LaZebnik
- Storyboard : Kelly Asbury, Lorna Cook et Ronaldo del Carmen (supervision)
- Décors : Darek Gogol
- Montage : Nick Fletcher (en)
- Musique : Hans Zimmer
  - Chansons : Stephen Schwartz, Ofra Haza, Diane Warren, Harry Gregson-Williams, Jeff Rona, Gavin Greenaway, Justin Caine Burnett et Rupert Gregson-Williams
  - Thème musical principal When You Believe coécrit, réarrangé et produit par Babyface et interprété en duo par Mariah Carey et Whitney Houston
- Production : Jeffrey Katzenberg, Penney Finkelman Cox et Sandra Rabins
- Société de production : DreamWorks Animation
- Société de distribution : DreamWorks SKG, United International Pictures
- Budget : 70 millions de dollars[2]
- Pays d'origine :  États-Unis,  Canada[1]
- Langue originale : anglais
- Durée : 99 minutes
- Dates de sortie[3] :
  - France : 16 décembre 1998
  - États-Unis : 18 décembre 1998

## Distribution
Comme dans le film Les Dix Commandements, un seul et même acteur prête sa voix à Moïse et à Dieu (Val Kilmer dans la version originale, Emmanuel Curtil dans la version française).
La chanteuse israélienne Ofra Haza (Yokébed), qui prête également sa voix au personnage pour la majorité des versions doublées du film, a interprété la chanson Deliver Us dans au moins dix-huit langues (dont sa langue natale) :
- allemand
- anglais
- castillan
- espagnol d'Amérique
- finnois
- français
- grec
- hébreu
- hongrois
- italien
- néerlandais
- norvégien
- polonais
- portugais
- portugais brésilien
- slovaque
- suédois
- tchèque

### Voix originales
- Val Kilmer : Moïse / Dieu
- Amick Byram (en) : Moïse (chant)
- Ralph Fiennes : Ramsès II
- Michelle Pfeiffer : Tsipora
- Sandra Bullock : Myriam
- Sally Dworsky (en) : Myriam (chant)
- Eden Riegel : Myriam enfant
- Jeff Goldblum : Aaron
- Danny Glover : Jethro
- Brian Stokes Mitchell : Jethro (chant)
- Patrick Stewart : Séthi Ier
- Helen Mirren : la reine Mouttouya
- Linda Dee Shayne : la reine Mouttouya (chant)
- Steve Martin : Hotep
- Martin Short : Huy
- Ofra Haza : Yokébed
- Bobby Motown : le fils de Ramsès
- Tia Carrere : Vial / voix additionnelles
- Jim Cummings : voix additionnelles

### Voix françaises
- Emmanuel Curtil : Moïse / Dieu
- Olivier Constantin : Moïse (chant)
- Emmanuel Jacomy : Ramsès II
- Patrick Fiori : Ramsès II (chant)
- Brigitte Berges : Tsippora
- Isabelle Georges : Tsippora (chant)
- Annie Milon : Myriam
- Laurence Cartier : Myriam (chant)
- Sidney Oliver : Myriam enfant
- Bernard Lanneau : Aaron
- Lionel Peintre : Jéthro
- Bernard Tixier : Séthi Ier
- Frédérique Tirmont : la reine Mouttouya
- Vincent Grass : Hotep
- Pierre-François Pistorio : Huy
- Ofra Haza : Yokébed

Source : Voxofilm

## Musique

### Bande originale
La bande originale est composée par Hans Zimmer.

### Chansons
À l'instar de ses dialogues, les chansons du film, originellement en anglais, sont toutes adaptées dans leur langue de doublage respective.
La version française des chansons est réalisée par Christian Dura :
| Titre français                         | Titre original                      | Interprète(s)                        | Scène(s)                                                    |
| -------------------------------------- | ----------------------------------- | ------------------------------------ | ----------------------------------------------------------- |
| Délivre-nous                           | Deliver Us                          | Yokébed, Myriam enfant et les chœurs | Ouverture / Adoption de Moïse                               |
| Délivre-nous (berceuse)                | River Lullaby                       | Myriam                               | Retrouvailles (avec Moïse et Aaron)                         |
| Je suis chez moi                       | All I Ever Wanted                   | Moïse                                | Introspection de Moïse (retour au palais royal)             |
| Je suis chez moi (reprise de la Reine) | All I Ever Wanted (Queen's Reprise) | La reine Mouttouya                   | Berges du palais royal (avec Moïse adulte)                  |
| Le regard divin                        | Through Heaven's Eyes               | Jéthro                               | Fête d'accueil / Ellipse temporelle (vie de Moïse à Madian) |
| Dans la cour des grands                | Playing with the Big Boys           | Hotep et Huy                         | Salle du trône (retour de Moïse en Égypte avec Tsippora)    |
| Les plaies                             | The Plagues                         | Moïse, Ramsès et les chœurs          | Ellipse temporelle (deuxième à neuvième plaies d'Égypte)    |
| Avec la foi                            | When You Believe                    | Myriam, Tsippora et les chœurs       | Exode hors d'Égypte                                         |

N. B. : Les versions chantées la première fois par Yokébed puis une alternative par Myriam enfant, de la berceuse (River Lullaby) font partie intégrante de Délivre-nous.

### Postérité
Les chansons du film, en particulier Deliver Us et The Plagues qui en sont devenues les musiques emblématiques auprès de la majorité des spectateurs, ont globalement rencontré le succès auprès du public et sont souvent reprises par des amateurs.
Par le site de partage vidéo YouTube, les micro-vidéastes musicaux américains Caleb Hyles et Jonathan Young, qui ont souvent collaboré ensemble pour des reprises de musiques (principalement rock et metal), de bandes originales (notamment d’œuvres cinématographiques de Disney et de DreamWorks) ainsi que des créations originales, se sont fait notoirement connaître dans la sphère anglophone du site pour avoir réorchestré avec des comparses et interprété en duo les chansons Deliver Us, All I Ever Wanted, Through Heaven's Eyes, Playing with the Big Boys, The Plagues (cette dernière reprise connaissant également une version alternative) ainsi que When You Believe.

## Autour du film
- En janvier 1999, le film a été interdit aux îles Maldives par le conseil suprême des affaires islamiques, car Moïse, en tant que messager de Dieu, reconnu par l’islam, ne peut être représenté en Malaisie sans justification officielle[réf. nécessaire].
- Les studios DreamWorks ont annoncé avoir consulté près de 600 experts en religion afin d’obtenir un scénario fidèle au texte et respectueux de son essence. Des anthropologues, des historiens et des archéologues ont aussi été mis à contribution, dans le but, entre autres, de donner aux personnages des caractéristiques physiques « scientifiquement valides » [réf. nécessaire].
- Ce film s’inscrit dans un débat polémique américain concernant l’appartenance ethnique des Égyptiens de l’Antiquité qui, pour certains membres de la communauté afro-américaine, étaient noirs[réf. nécessaire].
- Dans un premier temps, les producteurs du film l’ont annoncé comme étant un dessin animé destiné à un public ayant une certaine maturité (il fut même question de l’interdire aux moins de treize ans aux États-Unis), correspondant au positionnement marketing de DreamWorks. Cette intention ainsi que les mécontentements divers qu’a provoqué le film auprès des critiques (il a été accusé d’être une forme de catéchisme historiquement absurde par certains, ou d’avoir au contraire pris des libertés avec la Bible par d’autres) ont provoqué quelques remous en dépit de la démarche assumée par les studios en panneau textuel d'introduction du film :

« The motion picture you are about to see is an adaptation of the Exodus story.
While artistic and historical license has been taken, we believe that this film is true to the essence, values and integrity of a story that is a cornerstone of faith for millions of people worldwide.
The biblical story of Moses can be found in the book of Exodus. »
(« Le film que vous allez voir est une adaptation du récit de l'Exode. Si des licences artistiques et historiques ont été prises, nous pensons que ce film respecte l'essence, les valeurs et l'intégrité d'un récit qui est un pilier de la foi de millions de personnes [à travers le monde]. L'histoire de Moïse se trouve dans le livre de l'Exode. »)
Le caractère « adulte » du film n’a pourtant pas convaincu tout le monde. Le comparant aux productions Disney, Jérôme Larcher (Les Cahiers du cinéma) en a dit : « On retrouve les mêmes stéréotypes, une idée du monde aussi simpliste que chez le concurrent. Pas de quoi donc crier au génie ou vanter la nouveauté »[réf. nécessaire].
- Le créateur du design des personnages d'Hotep et Huy s'est en partie inspiré des acteurs français Louis de Funès et Bourvil dans le film La Grande Vadrouille[14].

## Box-office
Le Prince d'Égypte est un succès : pour un budget de 70 000 000 de dollars, il rapporte 218 000 000 de dollars dans le monde entier (dont un peu plus de 101 millions aux États-Unis).

## Distinctions
| Année | Distinction                  | Catégorie                                      | Nom                                                   | Résultat   |
| ----- | ---------------------------- | ---------------------------------------------- | ----------------------------------------------------- | ---------- |
| 1999  | Annie Awards                 | Meilleur film d'animation                      | Le Prince d'Égypte                                    | Nomination |
| 1999  | Annie Awards                 | Meilleure réalisation pour un film d'animation | Brenda Chapman, Steve Hickner, Simon Wells            | Nomination |
| 1999  | Annie Awards                 | Meilleurs storyboards pour un film d'animation | Lorna Cook                                            | Nomination |
| 1999  | Annie Awards                 | Meilleurs effets d'animation                   | Jamie Lloyd                                           | Nomination |
| 1999  | Annie Awards                 | Meilleure performance vocale pour le cinéma    | Ralph Fiennes                                         | Nomination |
| 1999  | Critics' Choice Movie Awards | Meilleur film d'animation                      | Simon Wells, Brenda Chapman, Steve Hickner            | Lauréat    |
| 1999  | Critics' Choice Movie Awards | Meilleure chanson originale                    | Mariah Carey, Whitney Houston (pour When You Believe) | Lauréat    |
| 1999  | DFWFCA Awards                | Meilleur film d'animation                      | Le Prince d'Égypte                                    | Lauréat    |
| 1999  | Golden Globes                | Meilleure musique de film                      | Stephen Schwartz, Hans Zimmer                         | Nomination |
| 1999  | Golden Globes                | Meilleure chanson originale                    | Mariah Carey, Whitney Houston (pour When You Believe) | Nomination |
| 1999  | Online Film Critics Society  | Meilleure bande originale                      | Hans Zimmer                                           | Nomination |
| 1999  | Oscars du cinéma             | Meilleure chanson originale                    | Stephen Schwartz (pour When You Believe)              | Lauréat    |
| 1999  | Oscars du cinéma             | Meilleure musique de film                      | Stephen Schwartz, Hans Zimmer                         | Nomination |
| 1999  | Satellite Awards             | Meilleur film d'animation ou multimédia        | Penney Finkelman Cox, Sandra Rabins                   | Nomination |
| 1999  | Satellite Awards             | Meilleure chanson originale                    | Stephen Schwartz (pour When You Believe)              | Nomination |
| 1999  | Young Artist Awards          | Meilleur film d'animation familial             | Le Prince d'Égypte                                    | Lauréat    |
| 1999  | Young Artist Awards          | Meilleure actrice débutante de doublage        | Aria Noëlle Curzon (en)                               | Lauréat    |

## Sortie vidéo
Le film sort en Blu-ray le 6 février 2019 chez DreamWorks Animation SKG.